# Les Millions d'Arlequin

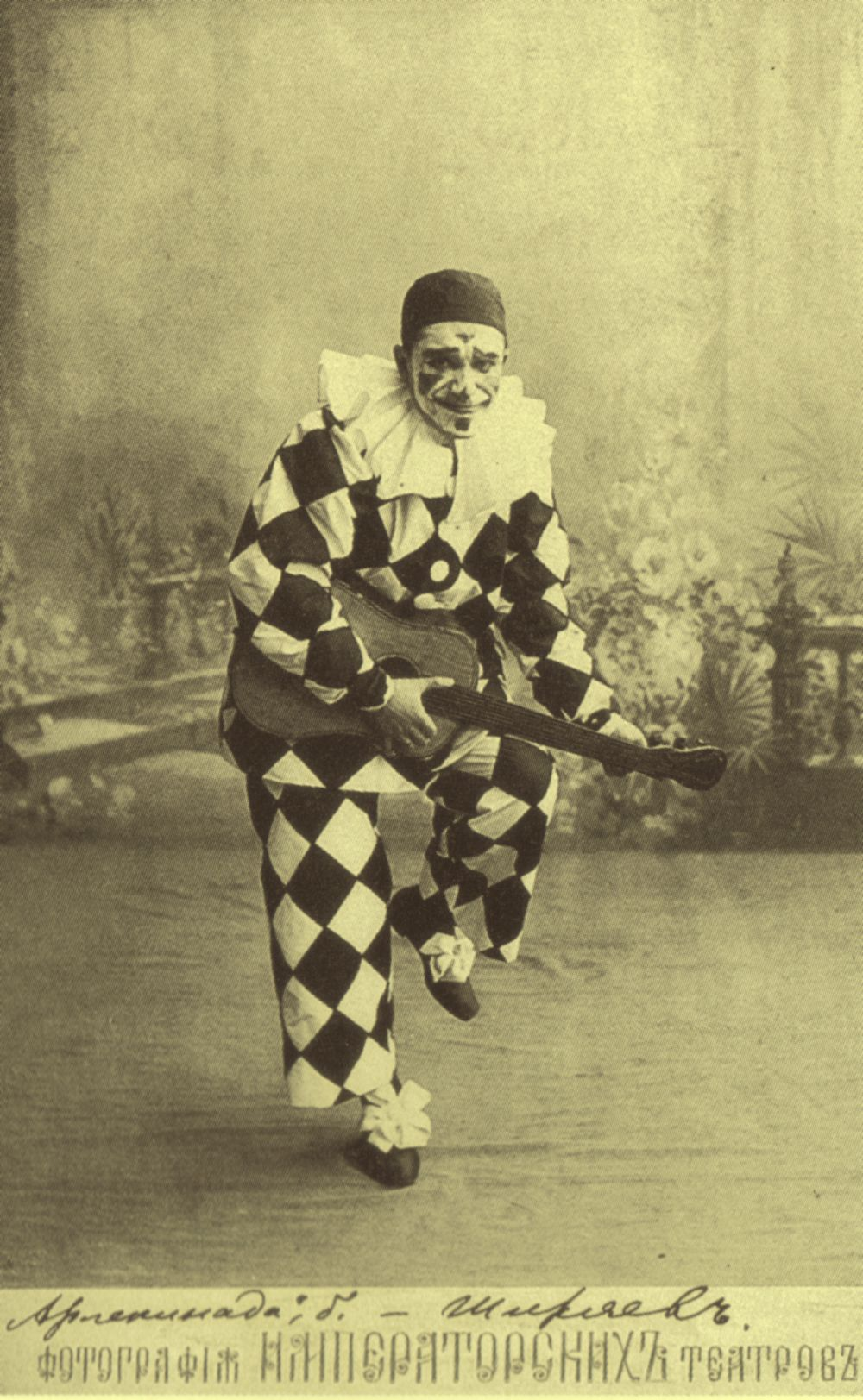
(1867–1941), Arlequin dans Sérénade

Les Millions d'Arlequin est un ballet en deux actes de Marius Petipa sur une musique de Riccardo Drigo. Il a été présenté pour la première fois devant la cour au théâtre de l'Ermitage du palais d'Hiver de Saint-Pétersbourg, le 10 février 1900 (22 février dans le calendrier grégorien) par la troupe du ballet impérial, et ensuite devant le public au théâtre Mariinsky, le 13 février suivant, avec la même distribution.

## Distribution d'origine
La distribution originale était la suivante:
- Colombine: Mathilde Kschessinska
- Arlequin: Gueorgui Kiakcht
- Pierrette: Olga Preobrajenska
- Pierrot: Sergueï Loukianov
- Casandré: Enrico Cecchetti
- La bonne fée: Anna Ourakhova

La première a lieu en présence de l'empereur Nicolas II et de son épouse Alexandra, à qui Drigo dédie la musique. La cour est si favorablement impressionnée que la foule se presse autour de Drigo pour empêcher le rideau de tomber. Des versions de salon sont aussitôt publiées sous le nom de Sérénade et Drigo compose un Nocturne d'amour pour l'interprétation de Beniamino Gigli. La sérénade a surtout été orchestrée pour le piano ou le violon.
Jusqu'à la révolution de 1917, le ballet est représenté plus de cinquante fois.
La chorégraphie de Petipa a été notée au début du XXe siècle par la méthode de Vladimir Stepanov, annotation qui fait partie de la collection Sergueïev de l'université Harvard .
Le ballet est représenté en tournée en 1908-1909, d'abord dans les provinces baltes, puis en dehors de l'Empire russe : en Scandinavie, dans l'Empire allemand et en Autriche-Hongrie, avec Nicolas Legat, Alexandre Chiriaïev et Anna Pavlova dans les rôles principaux. Les rôles de Pierrette et/ou de Colombine sont tenus par la Pavlova et aussi par Olga Preobrajenska, Ioulia Sedova et Vera Trefilova.

## Version postérieure
George Balanchine en a donné une nouvelle version en 1965 pour le New York City Ballet sous le titre en anglais d' Harlequinade, avec Patricia McBride dans le rôle de Colombine, Edward Villela dans celui d'Arlequin, Suki Schorer dans celui de Pierrette et Deni Lamont dans celui de Pierrot.